# Liste des cours d'eau de Sainte-Lucie
La liste des cours d'eau de Sainte-Lucie est la suivante :
- Anse Cochon (rivière)
- Anse Noire (rivière)
- Balembouche (rivière)
- Black Bay (rivière)
- Bois d'Orange (rivière)
- Canaries (rivière)
- Canelles (rivière)
- Castries (rivière)
- Choc (rivière)
- Cul de Sac (rivière)
- Dauphin (rivière de Sainte-Lucie)
- Dennery (rivière)
- Espérance (rivière)
- Fond (rivière)
- Fond d'Or (rivière)
- Ger (rivière de Sainte-Lucie)
- Grand Cul de Sac (rivière)
- Grand La Raye Bay (rivière)
- Grande Rivière de l'Anse la Raye
- Grande Rivière du Mabouya
- Ivrogne (rivière)
- La Verdure (rivière)
- Mahaut (rivière)
- Mamin (rivière)
- Marquis (rivière)
- Noir Bay (rivière)
- Patience (rivière)
- Petite Rivière de l'Anse La Raye
- Piaye (rivière)
- Praslin (rivière)
- Ravine Bethel
- Ravine Conore
- Ravine Courtois
- Ravine Languedoc
- Ravine Michel
- Ravine Palmiste
- Ravine Rozette
- Ravine Rugeine
- Ravine Saint Urbain
- Rivière des Trois Islets
- Rivière du Vieux Fort
- Roseau (rivière de Sainte-Lucie)
- Rouarne (rivière)
- Sorcière (rivière)
- Soufrière (rivière)
- Thoumasse (rivière)
- Trou Barbet (rivière)
- Trou Grauval (rivière)
- Trou Mare (rivière)
- Troumasse (rivière)
- Union (rivière)
- Vieux Fort (rivière)
- Volet (rivière)

## Source
- Saint Lucia stream, sur le site itouchmap.com